# Schönfeld (Meclemburgo-Pomerania Anteriore)
Schönfeld è un comune del Meclemburgo-Pomerania Anteriore, in Germania.
Appartiene al circondario della Seenplatte del Meclemburgo ed è parte della comunità amministrativa (Amt) di Demmin-Land.